# Antyport

Schemat antyportu Na^{+}-aminokwas

Antyport – forma transportu aktywnego wtórnego przez błony biologiczne. W antyporcie przemieszczenie jednej substancji (jonu lub cząsteczki, np. metabolitu) do wnętrza określonego przedziału zachodzi równocześnie z usuwaniem drugiej substancji z tego przedziału.
Rozdzielony błoną gradient jakiejkolwiek substancji (np. wytworzony przez pompę sodowo-potasową – transport aktywny pierwotny), może być użyty jako napęd aktywnego transportu innej cząsteczki. Zgodne z gradientem przemieszczanie cząsteczki pierwszego rodzaju dostarcza energii do transportowania cząsteczki drugiego rodzaju wbrew jej gradientowi.
Białka uczestniczące w tym transporcie nazywane są przenośnikami sprzężonymi, należą do nich symportery i antyportery. W antyporcie przenośnik przemieszcza obie substancje przez błonę w przeciwnych kierunkach (przykład - pompa sodowo-wapniowa), a w symporcie – w tym samym (przykład  - transport glukozy wraz z jonami sodu). Mimo że następuje w niej przepływ dwóch jonów w przeciwne strony pompa sodowo-potasowa nie jest przykładem antyportu, gdyż transport zarówno jonów sodowych, jak i potasowych następuje wbrew gradientowi ich stężeń, co jest sprzeczne z definicją transportu sprzężonego (kotransportu).